# Büttstedt
Büttstedt est une commune allemande située dans l'arrondissement d'Eichsfeld en Thuringe.

## Géographie

Situation de la commune (en rouge) dans l'arrondissement

Büttstedt est située dans le sud de l'arrondissement, dans le Haut-Eichsfeld (Obereichsfeld) à l'est des collines du Westerwald, à la limite avec l'arrondissement d'Unstrut-Hainich. La commune, sise en bordure de l'arrondissement d'Unstrut-Hainich, fait partie de la Communauté d'administration Westerwald-Obereichsfeld et se trouve à 19 km au sud-est de Heilbad Heiligenstadt, le chef-lieu de l'arrondissement et à 6 km au sud de Dingelstädt.
Communes limitrophes (en commençant par le nord et dans le sens des aiguilles d'une montre) : Küllstedt, Anrode et Effelder.

## Histoire
La première mention écrite du village date de 1124 sous le nom de Budestete.
Büttstedt a appartenu à l'Électorat de Mayence jusqu'en 1802 et à son incorporation à la province de Saxe dans le royaume de Prusse (cercle, puis arrondissement de Mühlhausen).
La commune fut incluse dans la zone d'occupation soviétique après la Seconde Guerre mondiale avant de rejoindre le district d'Erfurt en RDA jusqu'en 1990.

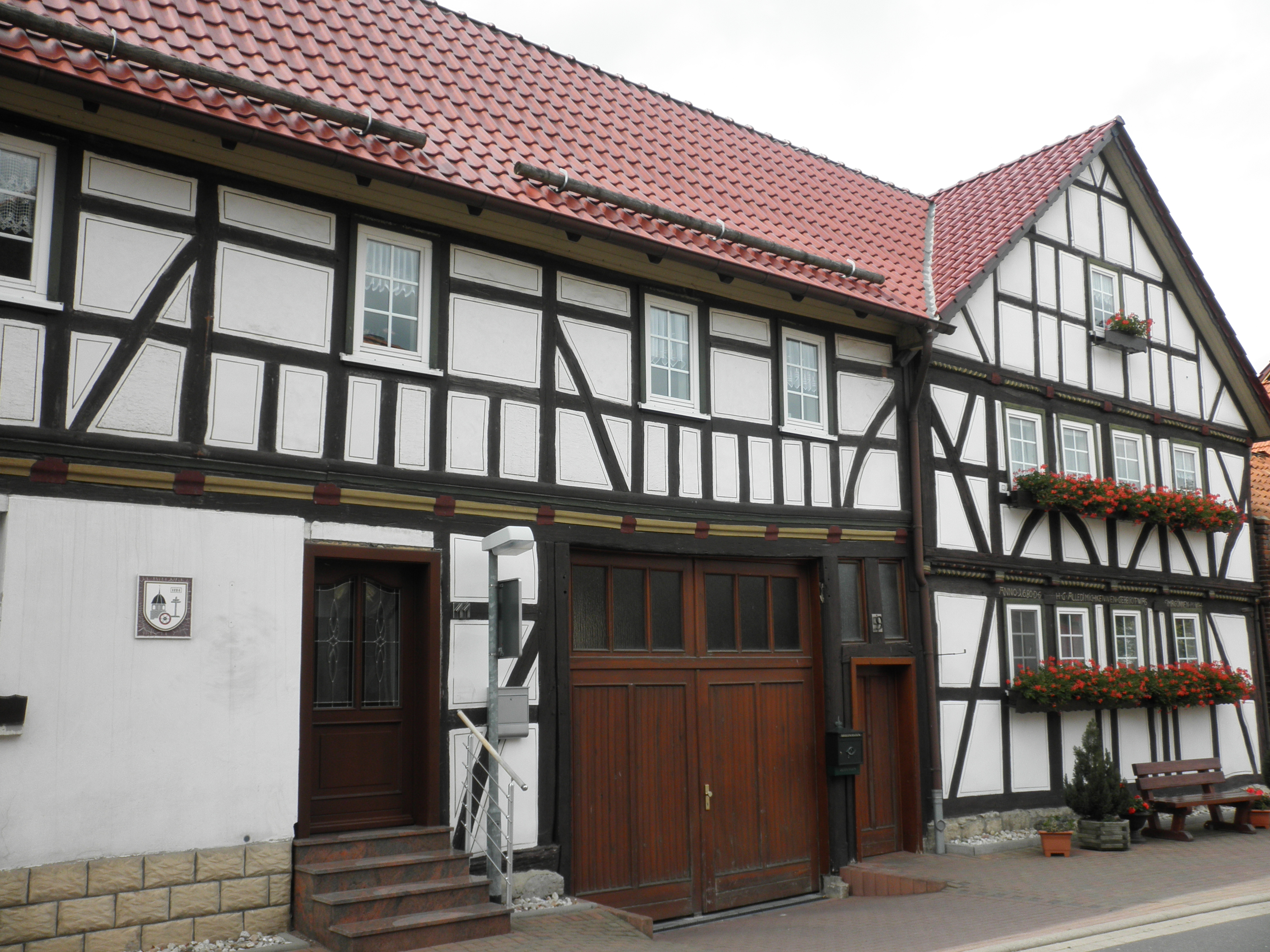
Maison à colombages à Büttstedt

## Démographie
| 1910  | 1925  | 1933  | 1939  | 1995  | 2000  | 2005 | 2010 |
| ----- | ----- | ----- | ----- | ----- | ----- | ---- | ---- |
| 1 069 | 1 114 | 1 141 | 1 118 | 1 073 | 1 039 | 990  | 913  |

## Économie
Un important parc de 26 éoliennes est installé à Büttstedt.